# Dumitru Budianschi
Dumitru Budianschi (ur. 2 września 1961 w Kiszyniowie) – mołdawski polityk piastujący funkcję ministra finansów w rządzie Natalii Gavrilițy.